# Koit Toome

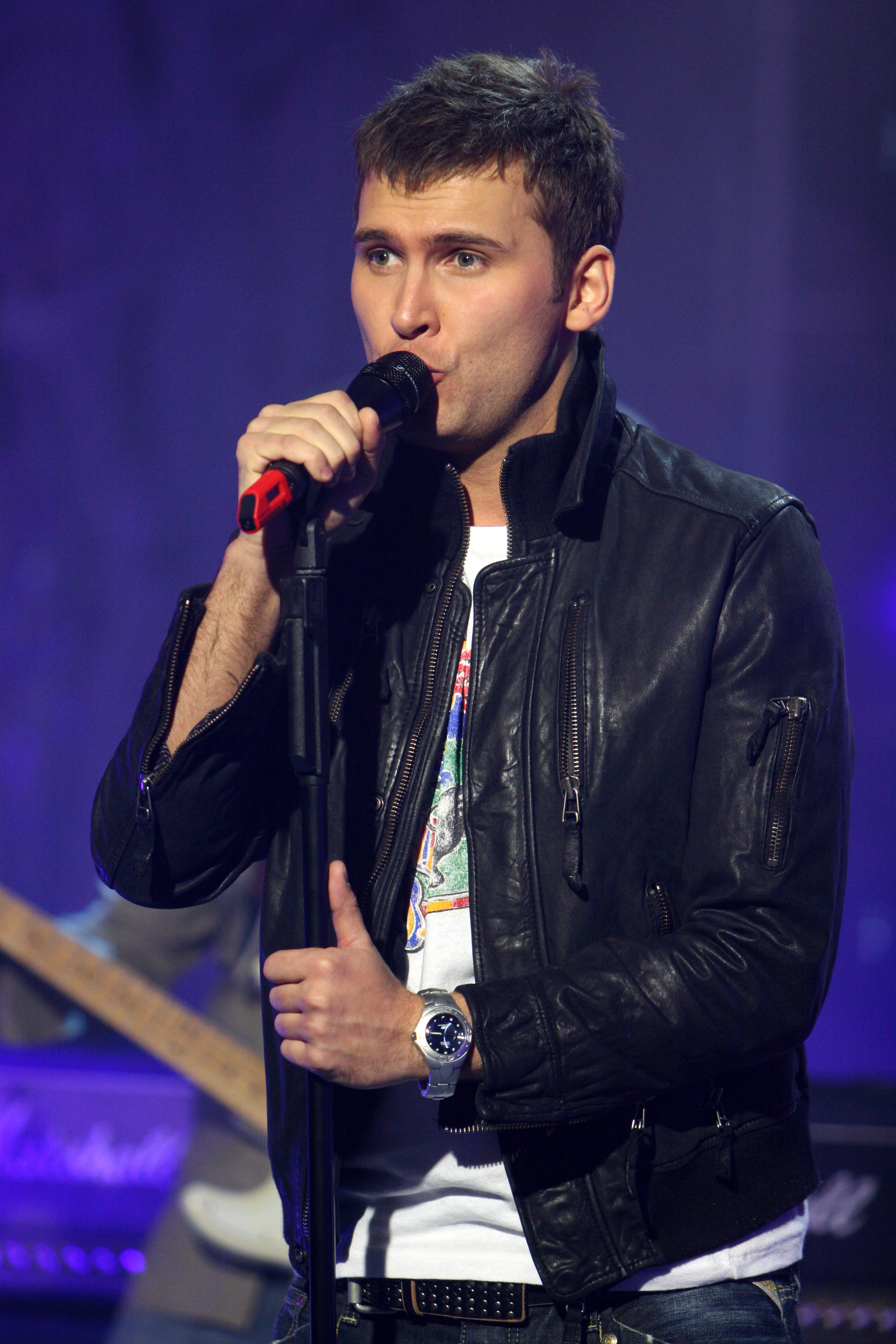
Koit Toome (2007)

Koit Toome (* 3. Januar 1979 in Tallinn) ist ein estnischer Popsänger und Musicalstar. Sein Onkel ist der ehemalige Ministerpräsident der Estnischen Sozialistische Sowjetrepublik, Indrek Toome.

## Ausbildung
Koit Toome lernte im Alter von sieben Jahren Klavier am Musikgymnasium von Tallinn. Ab 1994 besuchte er die renommierte Georg-Ots-Musikschule in den Fächern Jazz-Klavier, Jazz- und Popgesang. Bekannt wurde er 1998 mit dem Album Duetid, auf dem er mit beliebten estnischen Sängerinnen auftritt.

## Code One
Bereits 1995 gründete Koit Toome die Band Code One, in der er als Bandleader, Sänger, Pianist und Keyboarder tätig ist. Weitere Mitglieder sind:
- Sirli Hiius (Künstlername: Sarah), Gesang
- Reigo Ahven, Schlagzeug
- Mihkel Mälgand, Bass
- Priit Jääger, Gitarre

Daneben tritt Koit Toome als bekannter Einzelinterpret in Estland auf. International tourt er unter anderem in den Musicals Hair, Les Misérables, Tanz der Vampire, Miss Saigon und Jesus Christ Superstar.

## Eurovision Song Contest
Beim Eurovision Song Contest 1998 in Birmingham vertrat Koit Toome Estland. Mit dem Lied Mere Lapsed (deutsch Kinder des Meeres) erreichte er 36 Punkte. Er belegte damit zusammen mit Portugal den zwölften Platz.
Am 4. März 2017 konnte er sich zusammen mit Laura beim Finale des Eesti Laul durchsetzen und durfte so Estland mit dem Lied Verona beim Eurovision Song Contest 2017 in Kiew vertreten. Nach der Teilnahme im zweiten Halbfinale konnten sie sich allerdings nicht für das Finale qualifizieren.
2021 nahm er erneut am estnischen Vorentscheid teil. Mit dem Lied We Could Have Been Beautiful erreichte er den vierten Platz.

## Diskografie (Auswahl)
Studioalben
- 1998/2005: Duetid Puudutus (U-Boot Stuudio)
- 1999: Koit Toome (DayDream Records)
- 2007: Allikas
- 2009: Sügav kummardus õpetajale
- 2010: Kaugele siit (KT Music OÜ)

Singles
- 2010: Põgenen (mit Birgit Õigemeel)
- 2011: Valged Ööd (feat. Getter Jaani)
- 2011: Ordinary People (mit Lenna Kuurmaa)
- 2017: Verona (mit Laura)